# Клубня
Клу́бня — деревня в городском округе Кашира Московской области России.
Прежнее название — Заразы. Указом Президиума Верховного Совета РСФСР от 07.06.1939 была переименована в Клубня.

## Население
| 2002 | 2010 |
| ---- | ---- |
| 0    | ↗5   |